# Люсі Бейнс Джонсон
Люсі Бейнс Джонсон (англ. Luci Baines Johnson, нар. 2 липня 1947, Вашингтон, США) — американська підприємиця й філантропка. Молодша донька президента США Ліндона Б. Джонсона та колишньої першої леді Леді Берд Джонсон.

## Ранні роки
Народилася у Вашингтоні, округ Колумбія. Має старшу сестру Лінду Берд.
Оскільки батьки Люсі мали ініціали LBJ, вони назвали своїх доньок такими ж  ініціалами . Хоча її батько був членом Християнської Церкви (Учнів Христа), її мати була єпископальною, і вона та її сестра Лінда Берд, виховувалися як єпископальні. Джонсон прийняла римо-католицтво у 18 років. Вона була  охрещена  у віці 5 місяців єпископальним священником в Остіні, штат Техас. Її повторне хрещення викликало протести з боку провідних діячів єпископальної церкви, які потрапили в заголовки газет, оскільки римо-католицьке вчення не вимагає від навернених, які вже були охрещені, приймати хрещення вдруге.
Коли їй було 16, президента Джона Ф. Кеннеді було вбито в Далласі 22 листопада 1963 року. Джонсон дізналася про вбивство під час відвідування уроку іспанської мови в Національній кафедральній школі. Вона не знала, чи був поранений і її батько, але зрозуміла, що він склав присягу як 36-й президент США, коли через кілька годин агенти секретної служби з’явилися в її шкільному кампусі. Пізніше вона навчалася в  Школі медсестер і медичних досліджень Джорджтаунського університету, але полишила навчання в 1966 році, оскільки політика школи забороняла одружуватися (Джонсон вперше одружилася в серпні 1966).  У 1966 році вона навчилася готувати у Зефіра Райта, шеф-кухаря Білого дому сім'ї Джонсонів.

## Кар'єра
З 1993 року Джонсон була головою правління та менеджеркою сімейного офісу LBJ Asset Management Partners, а також головою правління BusinesSuites, національного оператора офісних люксів, який вона заснувала разом зі своїм чоловіком у 1989 році.
У 1997 році вона здобула ступінь BLS з комунікацій в Університеті Св. Едварда .
Вона входить до ради директорів LBJ Foundation та працювала в кількох громадських радах, збираючи кошти для The Lady Bird Johnson Wildflower Center та American Heart Association, виконуючи функції опікунки Бостонського університету та як членкиня консультативної ради Центру допомоги потерпілим жінкам .
У 2018 році вона відвідала державні похорони Джорджа Буша-старшого разом зі своїм чоловіком Єном Терпіном, сестрою Ліндою Берд Джонсон Робб і шурином Чарльзом Роббом.

## Особисте життя

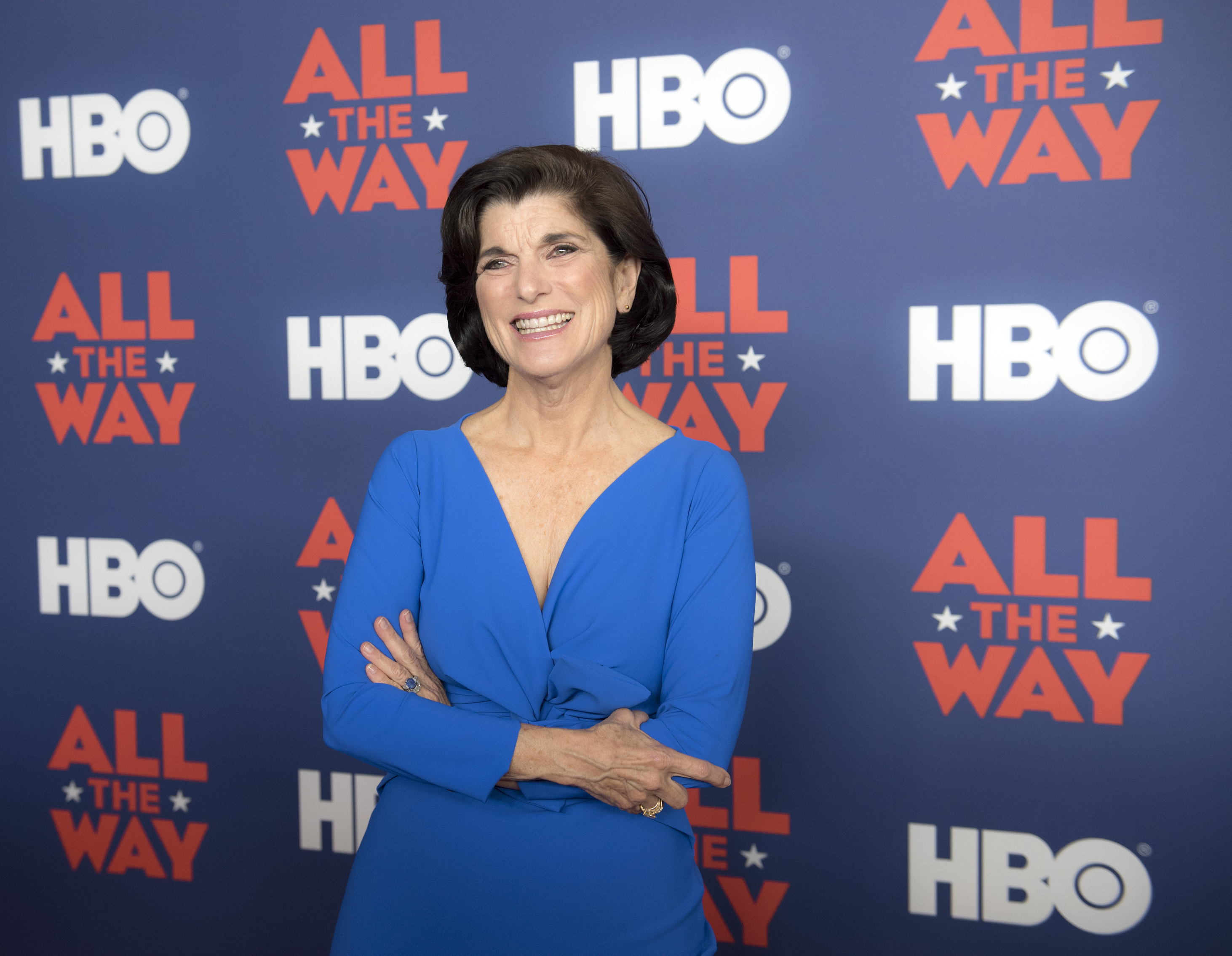
Джонсон на прем’єрі фільму в Президентській бібліотеці Лондонського Джереля, 2016

6 серпня 1966 року Джонсон одружилася з військовослужбовцем Національної гвардії ВПС Патріком Джоном «Петом» Нагентом перед 700 гостями в Базиліці Національної святині Непорочного Зачаття у Вашингтоні, округ Колумбія. Весілля транслювалося по телебаченню.
У пари четверо дітей: Патрік Ліндон (нар. 1967), юрист і пілот у Сан-Антоніо; Ніколь Марі (нар. 1970); Ребека Джонсон (нар. 1974); Клаудія Тейлор Наджент (нар. 1976). Пізніше пара розлучилася, і шлюб був анульований католицькою церквою в серпні 1979 року  .
3 березня 1984 року вона одружилася з Яном Дж. Терпіном (нар. 1944), канадського фінансистом шотландського походження; він є президентом LBJ Asset Management Partners на LBJ Ranch. Від цього шлюбу у неї є пасинок .